# Coonamble
Coonamble es una ciudad en las llanuras del centro-oeste de Nueva Gales del Sur, Australia. Se encuentra en la Carretera Castlereagh al noroeste de Gilgandra. En el censo de 2016, Coonamble tenía una población de 2,750 habitantes. Es el centro regional para el cultivo de trigo, la cría de ovejas y la producción de lana. El nombre de la ciudad proviene de la palabra gamilaraay "guna" (excremento) y "-bil" (abundancia).

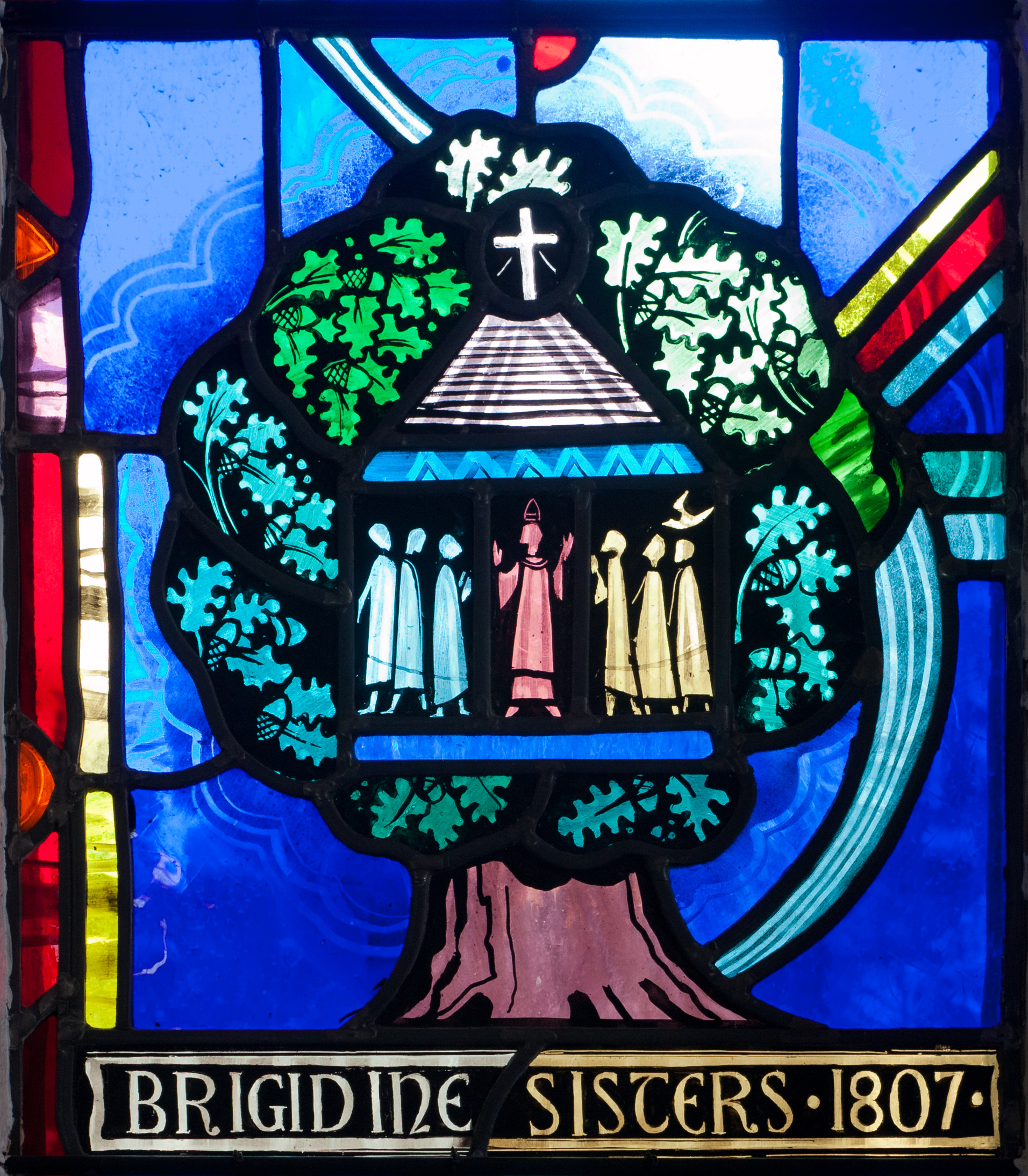
Vidriera que representa a las mojas Brigidine

Las monjas Brigidinas de Irlanda establecieron una escuela en 1883. Su convento, distinguido arquitectónicamente, fue desmantelado en 1990 y transportado 600 km a Pokolbin, donde ahora alberga el resort The Convent.
Aunque Coonamble fue una importante región para la industria ovina en la década de 1980 a 2000, recientemente ha habido un interés creciente en la cría de ganado. Los veranos pueden alcanzar temperaturas de hasta 40 °C y en invierno, las noches pueden ser tan frías como 0 °C. Recientemente, Coonamble ha recibido cobertura mediática debido a sus inundaciones masivas durante la Navidad de 2009.

## Población
En cuanto a la población:
- En el censo de 2016, había 2,750 personas en Coonamble.
- Un 34.2% eran personas aborígenes o de las Islas del Estrecho de Torres.
- El 80.0% de las personas nacieron en Australia y el 83.0% solo hablaban inglés en casa.
- Las religiones más comunes fueron Anglicana (34.3%) y Católica (28.9%).[5]

| Año                                                       | Pop.  | ±%     |
| --------------------------------------------------------- | ----- | ------ |
| 1921                                                      | 2,211 | —      |
| 1933                                                      | 2,717 | +22.9% |
| 1947                                                      | 2,567 | −5.5%  |
| 1954                                                      | 2,910 | +13.4% |
| 1961                                                      | 3,235 | +11.2% |
| 1966                                                      | 3,410 | +5.4%  |
| 1971                                                      | 3,166 | −7.2%  |
| 1976                                                      | 3,054 | −3.5%  |
| 1981                                                      | 3,090 | +1.2%  |
| 1986                                                      | 3,058 | −1.0%  |
| 1991                                                      | 2,886 | −5.6%  |
| 1996                                                      | 2,754 | −4.6%  |
| 2001                                                      | 2,659 | −3.4%  |
| 2006                                                      | 2,549 | −4.1%  |
| 2011                                                      | 2,446 | −4.0%  |
| 2016                                                      | 2,409 | −1.5%  |
| 2021                                                      | 2,353 | −2.3%  |
| Fuente: Datos de la Oficina de Estadísticas de Australia. |       |        |

## Escuelas e iglesias
En términos de educación y religión, Coonamble cuenta con tres escuelas: Coonamble Public School, St. Brigids Catholic School y Coonamble High School, así como una iglesia católica y una anglicana.

## Rodeo
Coonamble también es conocida por su rodeo anual, que atrae a unos 1,000 competidores y 4,000 espectadores. 

## Estación de radio
Además, cuenta con su propia estación de radio local, 2MTM 91.9FM, que ofrece una amplia variedad de música, desde country hasta moderna. 
Outback Radio 2WEB también transmite en el área en 91.1FM.

## Clima
Coonamble tiene un clima semiárido caliente (BSh) con veranos largos y calurosos e inviernos cortos y frescos, con lluvias suaves, aunque irregulares, distribuidas a lo largo de los meses.
| Parámetros climáticos promedio de Coonamble AWS, Nueva Gales del Sur, Australia                     | Parámetros climáticos promedio de Coonamble AWS, Nueva Gales del Sur, Australia | Parámetros climáticos promedio de Coonamble AWS, Nueva Gales del Sur, Australia | Parámetros climáticos promedio de Coonamble AWS, Nueva Gales del Sur, Australia | Parámetros climáticos promedio de Coonamble AWS, Nueva Gales del Sur, Australia | Parámetros climáticos promedio de Coonamble AWS, Nueva Gales del Sur, Australia | Parámetros climáticos promedio de Coonamble AWS, Nueva Gales del Sur, Australia | Parámetros climáticos promedio de Coonamble AWS, Nueva Gales del Sur, Australia | Parámetros climáticos promedio de Coonamble AWS, Nueva Gales del Sur, Australia | Parámetros climáticos promedio de Coonamble AWS, Nueva Gales del Sur, Australia | Parámetros climáticos promedio de Coonamble AWS, Nueva Gales del Sur, Australia | Parámetros climáticos promedio de Coonamble AWS, Nueva Gales del Sur, Australia | Parámetros climáticos promedio de Coonamble AWS, Nueva Gales del Sur, Australia | Parámetros climáticos promedio de Coonamble AWS, Nueva Gales del Sur, Australia |
| Mes                                                                                                 | Ene.                                                                            | Feb.                                                                            | Mar.                                                                            | Abr.                                                                            | May.                                                                            | Jun.                                                                            | Jul.                                                                            | Ago.                                                                            | Sep.                                                                            | Oct.                                                                            | Nov.                                                                            | Dic.                                                                            | Anual                                                                           |
| --------------------------------------------------------------------------------------------------- | ------------------------------------------------------------------------------- | ------------------------------------------------------------------------------- | ------------------------------------------------------------------------------- | ------------------------------------------------------------------------------- | ------------------------------------------------------------------------------- | ------------------------------------------------------------------------------- | ------------------------------------------------------------------------------- | ------------------------------------------------------------------------------- | ------------------------------------------------------------------------------- | ------------------------------------------------------------------------------- | ------------------------------------------------------------------------------- | ------------------------------------------------------------------------------- | ------------------------------------------------------------------------------- |
| Temp. máx. abs. (°C)                                                                                | 47.6                                                                            | 46.9                                                                            | 42.9                                                                            | 32.2                                                                            | 30.1                                                                            | 24.8                                                                            | 25.1                                                                            | 30.2                                                                            | 38.4                                                                            | 39.4                                                                            | 45.0                                                                            | 44.3                                                                            | 47.6                                                                            |
| Temp. máx. media (°C)                                                                               | 40.1                                                                            | 38.8                                                                            | 35.7                                                                            | 31.0                                                                            | 25.5                                                                            | 21.5                                                                            | 20.9                                                                            | 23.9                                                                            | 29.6                                                                            | 33.7                                                                            | 37.1                                                                            | 38.7                                                                            | 40.1                                                                            |
| Temp. media (°C)                                                                                    | 20.5                                                                            | 19.4                                                                            | 16.9                                                                            | 12.1                                                                            | 7.3                                                                             | 5.2                                                                             | 3.6                                                                             | 3.9                                                                             | 7.4                                                                             | 11.4                                                                            | 15.6                                                                            | 18.1                                                                            | 11.8                                                                            |
| Temp. mín. media (°C)                                                                               | 35.3                                                                            | 33.8                                                                            | 30.9                                                                            | 26.4                                                                            | 21.6                                                                            | 17.8                                                                            | 17.2                                                                            | 19.3                                                                            | 23.8                                                                            | 27.6                                                                            | 30.9                                                                            | 33.3                                                                            | 36.5                                                                            |
| Temp. mín. abs. (°C)                                                                                | 27.9                                                                            | 26.6                                                                            | 23.9                                                                            | 19.3                                                                            | 14.5                                                                            | 11.5                                                                            | 10.4                                                                            | 11.6                                                                            | 15.6                                                                            | 19.6                                                                            | 23.3                                                                            | 25.7                                                                            | 19.2                                                                            |
| Precipitación total (mm)                                                                            | 43.9                                                                            | 55.6                                                                            | 58.3                                                                            | 36.9                                                                            | 33.5                                                                            | 48.6                                                                            | 32.2                                                                            | 23.2                                                                            | 32.5                                                                            | 41.1                                                                            | 56.1                                                                            | 65.2                                                                            | 528.6                                                                           |
| Días de precipitaciones (≥ )                                                                        | 4.2                                                                             | 4.9                                                                             | 4.4                                                                             | 2.8                                                                             | 3.3                                                                             | 4.9                                                                             | 3.9                                                                             | 3.0                                                                             | 3.6                                                                             | 4.4                                                                             | 5.0                                                                             | 4.7                                                                             | 49.1                                                                            |
| Días de lluvias (≥ 23)                                                                              | 6.0                                                                             | 6.1                                                                             | 6.2                                                                             | 3.7                                                                             | 4.9                                                                             | 8.0                                                                             | 6.6                                                                             | 4.9                                                                             | 5.0                                                                             | 6.0                                                                             | 6.6                                                                             | 6.4                                                                             | 70.4                                                                            |
| Humedad relativa (%)                                                                                | 39.5                                                                            | 45.5                                                                            | 45.5                                                                            | 48.5                                                                            | 55.0                                                                            | 67.0                                                                            | 66.5                                                                            | 55.0                                                                            | 47.0                                                                            | 39.0                                                                            | 40.0                                                                            | 37.5                                                                            | 48.8                                                                            |
| Fuente: Oficina Australiana de Meteorología - Estadísticas climáticas para ubicaciones australianas |                                                                                 |                                                                                 |                                                                                 |                                                                                 |                                                                                 |                                                                                 |                                                                                 |                                                                                 |                                                                                 |                                                                                 |                                                                                 |                                                                                 |                                                                                 |

## Sitios de patrimonio
Coonamble cuenta con varios sitios enumerados como patrimonio, incluyendo:
- Ferrocarril Dubbo-Coonamble: estación de tren de Coonamble.[16]

## Personas destacadas
- Ron Boden, jugador de rugby league.
- Alex Cullen, periodista.
- Ned Hanigan, jugador de rugby.
- Lancelot Hansen, jugador de rugby league.
- Eddie Murray, jugador de rugby league, conocido por su fallecimiento en custodia policial.[17]
- Mary Quirk, política.[18]
- Jesse Ramien, jugador de rugby league.
- Thomas Tyrrell, sindicalista y político.[19]
- Adriano Zumbo, pastelero y chef.